# 僧伽羅人
僧伽羅人（僧伽羅文：සිංහල ජාතිය 羅馬化: Sinhala Jathiya）是斯里蘭卡的主體民族。斯里蘭卡島的西南部便是僧伽羅人人口分佈比例最高的地區。長年處在熱帶氣候當中的僧伽羅人，在住房及飲食方面都有著適應氣候而發展出的特色。僧伽羅人有自己的語言及文字，並於1956年成為《斯里蘭卡憲法》上承認的官方語言。在歷史發展方面，僧伽羅人與同處斯里蘭卡島上的少數民族—泰米爾人一直在土地、工作權等議題上有所摩擦，因此也成為南亞地區著名的民族衝突。在宗教信仰方面，僧伽羅人主要信仰上座部佛教，因此斯里蘭卡到處可見佛寺、佛像，節慶也多以佛教慶典為主。

## 民族分佈、人口與語言

### 民族分布
僧伽羅人是印度亞利安民族，主要分布在斯里蘭卡境內的南方省、中央省、薩伯勒格穆沃省和西方省。除此之外，僧伽羅人會選擇英國、澳洲、美國、加拿大等國家作為移民的目的地。例如:在英國的僧伽羅人便有十萬的人口。
|                                                                                    |                | Distribution of majority ethnicity by DS Division according 2012 census |
| 僧伽羅人在斯里蘭卡的分布及人口百分比。百分比來源於2001年或1981年（斜體）人口普查。 | 斯里蘭卡省分圖 | 圖為斯里蘭卡各地主要民族示意圖。圖中的紫色部分大都為僧伽羅人的居住地    |

| 省份           | 人口      | 面積(km²) | 省會         |
| 西部省         | 5,837,294 | 3,709     | 科伦坡       |
| 中央省         | 2,556,774 | 5,674     | 康提         |
| 南方省         | 2,465,626 | 5,559     | 加勒         |
| 北方省         | 1,060,023 | 8,884     | 賈夫納       |
| 東方省         | 1,547,377 | 9,996     | 亭可马里     |
| 北中省         | 1,259,421 | 10,714    | 阿努拉德普勒 |
| 烏沃省         | 1,259,419 | 8,488     | 巴杜勒       |
| 薩伯勒格穆沃省 | 1,919,478 | 4,902     | 拉特納普勒   |

### 人口
根據2001年的資料，居住在斯里蘭卡的僧伽羅人有13,876,245人。而2012年的資料則顯示在斯里蘭卡的僧伽羅人為15,250,081人。目前沒有確切資料顯示全球的僧伽羅人人口數，但若藉由使用僧伽羅語的人口數來推斷總人口數量，則僧伽羅人的人口數約為16,184,860人。

### 語言
從1956年開始，僧伽羅語及泰米爾語同時都是《斯里蘭卡憲法》上承認的官方語言。根據統計，在斯里蘭卡以僧伽羅語為母語的人口為14,000,000人。
僧伽羅語有自己的文字系統及字母，其採用源自古印度北部的婆羅米文而形成僧伽羅文。此外僧伽羅語與巴利語都在南傳佛教的文學經典中發揮重要的角色。僧伽羅語的歷史發展可分為四個階段:僧伽羅俗語（直到公元3世紀）、原始僧伽羅語（公元3－7世紀）、中世紀僧伽羅語（公元7－12世紀）、現代僧伽羅語（公元12世紀－現在）

#### 語系分類
- 印歐語系[14]
  - 印度-伊朗語族
    - 印度-亞利安語支
      - 僧伽羅-馬爾地夫語言   
        - 僧伽羅語

#### 語法
- S+O+V（主賓謂）語序。
- 基本沒有連詞，如英語的 that 或 whether，只有通過分詞和動詞性形容詞的方式形成的非限定子句。例如：“The man who writes books”翻譯為 pot̪ liənə miniha，字面意思為“books writing man”。
- 它是左分支語言（參見分支 語言學），這意味著確定元素通常放置在它們所確定者之前（見上例）。
- 一個例外是對數量的聲明通常在它們所確定者之后。例如：“the four flowers”翻譯為 mal hat̪ərə，字面意思是“flowers four”。在另一方面可以爭論說數量是這個構造的首要，而花是修飾語，所以更好的英語呈現是“a floral foursome”。
- 沒有前置詞，只有後置詞（參見介詞）。例如:“under the book”翻譯成 pot̪ə yaʈə，字面意思是“book under”。
- 僧伽羅語沒有系詞：“I am rich”翻譯成 mamə poːsat̪，字面意思是“I rich”。有兩個用於方位斷定的存在動詞，但是這些動詞不用於類-成員關係或性質-指派的斷定，不像英語的 is。

## 地理環境

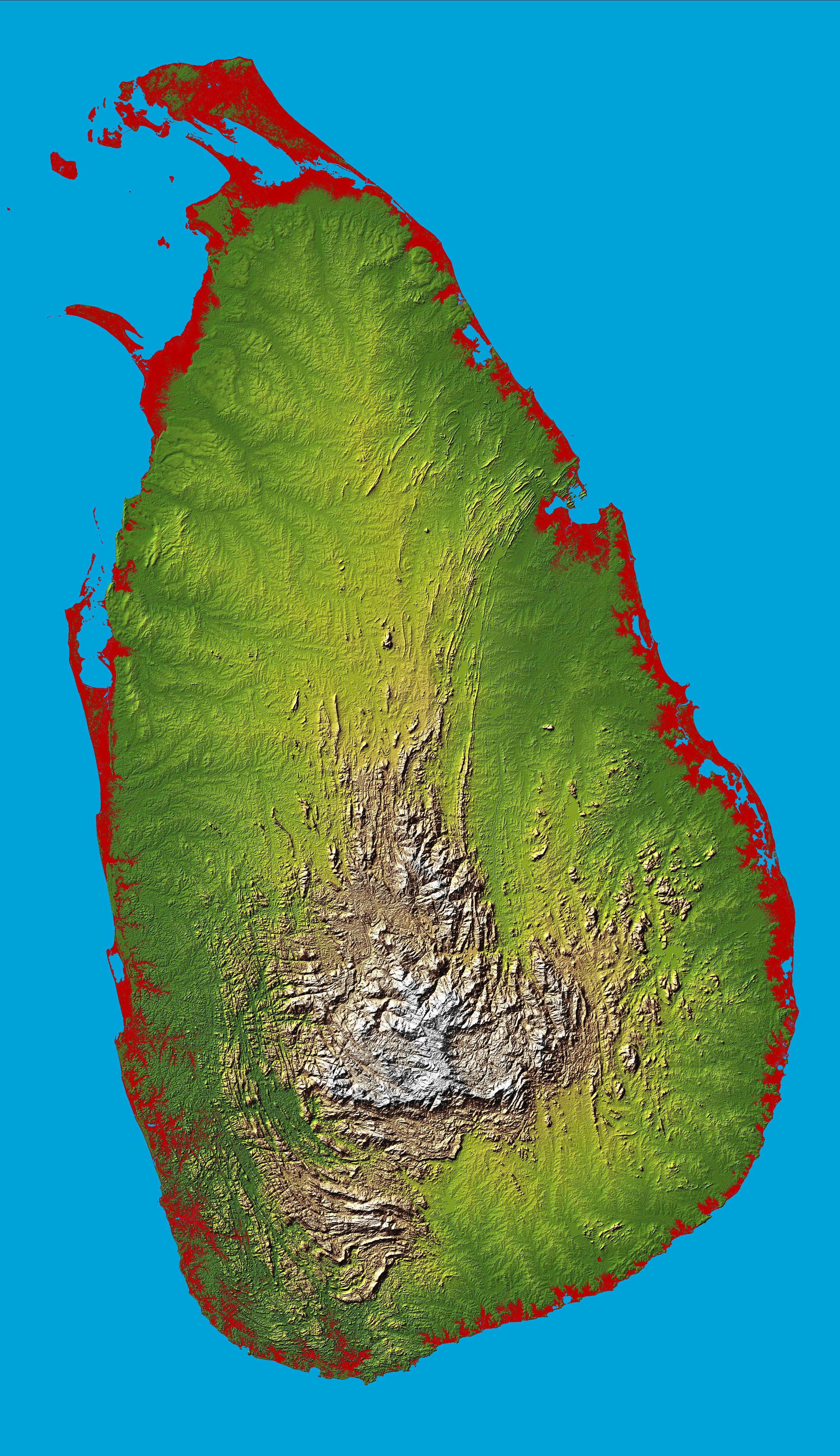
斯里蘭卡地形圖

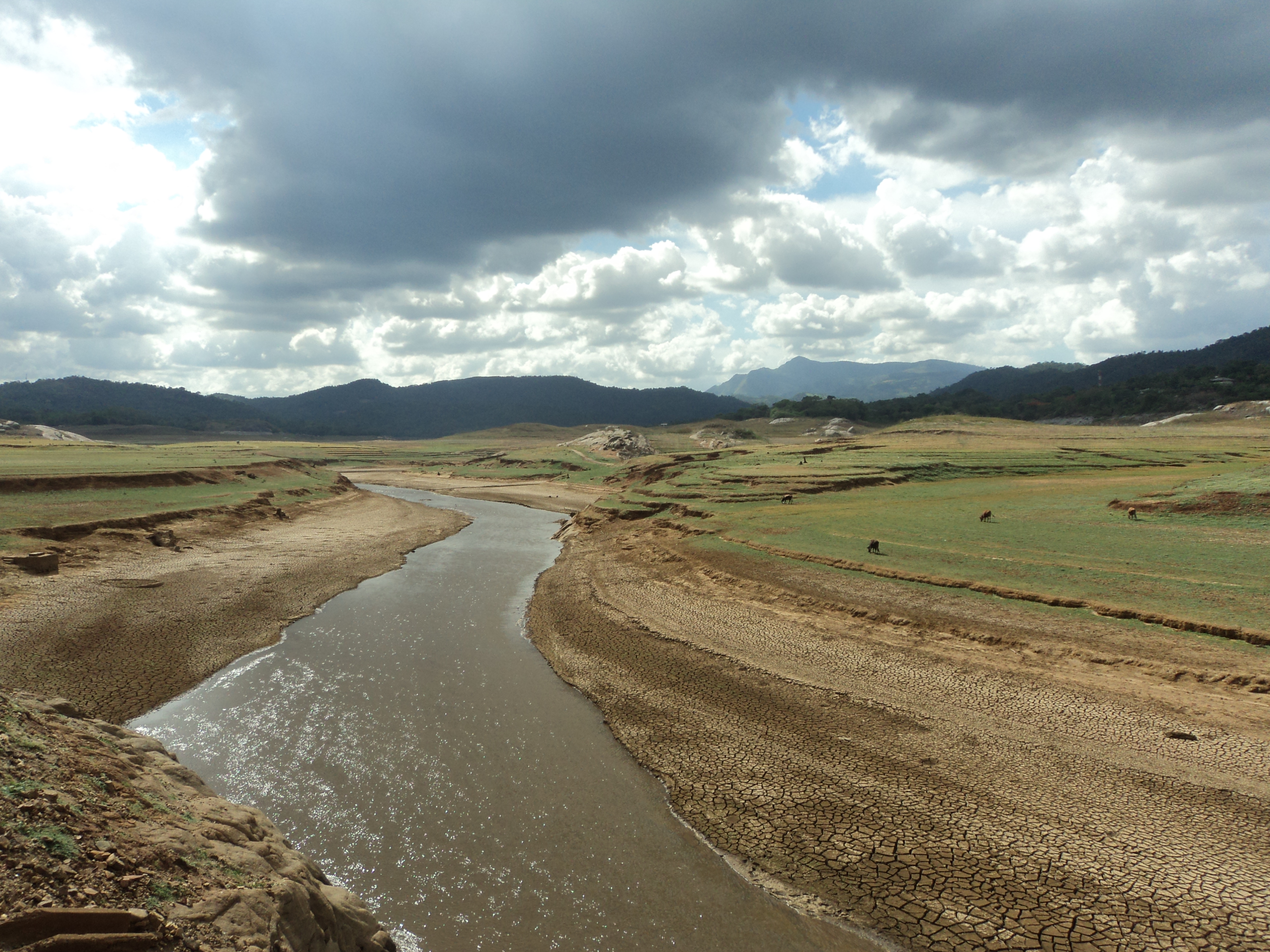
斯里蘭卡最長的河流-馬哈威利河

斯里蘭卡氣候圖

僧伽羅人主要聚居的斯里蘭卡是南亞印度洋中的一個島國，北緯5°和10°N，經度在79°和82°E之間。由斯里蘭卡島及其附近島嶼組成，東臨孟加拉灣，西隔馬納爾灣和保克海峽與印度相望，南為印度洋。

### 地形
主體斯里蘭卡島大致呈梨形，北部和沿海是平原，中部、南部則是高原地形，其中的皮杜魯塔拉格勒山海拔2524米，為全國最高點。

### 水文
河流短小湍急，其中發源於斯里蘭卡島中部的馬哈威利河流向東北，最終匯入亭可馬里灣，全長335公里，為斯里蘭卡最大河流。

### 氣候
斯里蘭卡北部屬熱帶草原氣候，南部屬熱帶雨林氣候。中部高原由於海風的調節作用，平均氣溫為17°C，冬季則可能發生霜凍。年平均氣溫為28°C到31°C間。西部年降水量2000－3000毫米，東北部較乾燥，年降水量約1000毫米。受到季風影響，一些中部高地的迎風坡一個月的降雨量可達2500毫米。

### 礦產
斯里蘭卡島上有豐富的礦物質，如鈦鐵礦、長石、石墨、石英、高嶺土、雲母和釷，而在馬納爾灣也存有石油與天然氣的資源。

## 歷史沿革
僧伽羅人在歷史上一直跟身為斯里蘭卡少數民族的泰米爾人有所摩擦與過節。不論是從最初的遷移或者之後的建立王朝，後期的外國殖民等等，這兩個民族彼此互相影響。因此，探討僧伽羅人的歷史不得不一同介紹泰米爾人的歷史，用以互相對照證明。僧伽羅人分為低地僧伽羅人和高地僧伽羅人兩部分。低地僧伽羅人自16世紀初起，先後遭受葡萄牙，荷蘭人和英國人的殖民統治，受西方文化影響較大。高地僧伽羅人則直到1815年才喪失獨立，因而保留了更多文化傳統。

### 早期移民
斯里蘭卡的主體民族是僧伽羅人。據史書記載，公元前543年(佛涅槃年)印度一位叫維闍耶的王子帶了700名信眾來到錫蘭(斯里蘭卡舊稱)，這些人與斯里蘭卡當地土著通婚後成為僧伽羅人的祖先。相傳維闍耶源出於獅子，而僧伽羅語語稱獅子為Sinha，所以她的子孫就叫做Sinhalese。雖然這則神話的可靠性無從證實，但從語言學資料和種族特徵來看，說僧伽羅人來自印度北部是可信的。他們先在沿海地區落腳，然後沿河流向內地遷移，建立很多沿岸村落並種植水稻。雅利安移民的政治制度是婆羅門式的，但在南印度種姓制度影響下，逐漸形成斯里蘭卡獨特的種姓制度，構成了僧伽羅村社制度的基礎。
而在斯里蘭卡的泰米爾人可分為兩個部分，斯里蘭卡泰米爾人和印度泰米爾人。兩部分泰米爾人均從印度南遷過來，但遷入時間不同。斯里蘭卡泰米爾人的祖先大部分在11-13世紀來到斯里蘭卡。印度泰米爾人則是自19世紀30年代英國人決定在斯里蘭卡中部開闢茶園時才開始遷入的種植園工人。

### 早期歷史
僧伽羅人的古代歷史主要記載與兩份文件當中：大史、小史。大史大約於西元4世紀時完成，而小史則約略於西元13世紀時由一位佛教徒所完成。這兩份文件都有提到持續1500年歷史的僧伽羅王國。小史亦提到當地水庫、米的種植與出現，意味著當時斯里蘭卡已經是個發達的農業社會

### 早期王朝

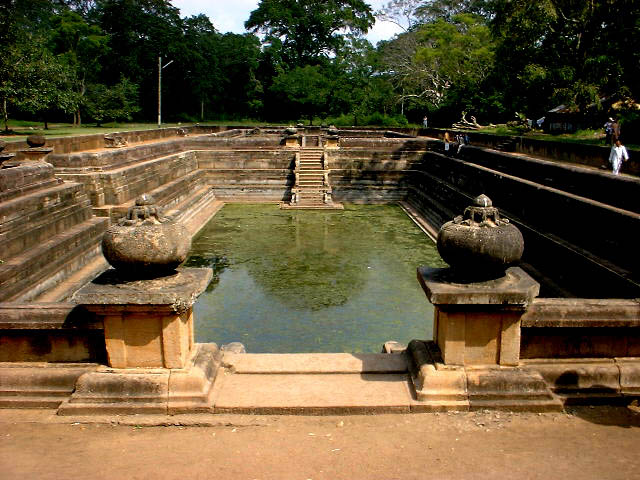
阿努拉德普勒聖城

13世紀以前，僧伽羅人一直集中居住在北部中區和東南部的乾燥地帶，先後建都於阿努拉德普勒和波隆納魯瓦，創造了古代的燦爛文化。公元5世紀，中國高僧法顯西行求法期間曾在西行求法其間曾在斯里蘭卡居住2年，並到過當時的王城:阿努拉德普勒。後來僧伽羅人文明中心逐漸向南遷移，而把乾燥地帶讓給了泰米爾人。至於遷徙的原因有人認為是氣候的變遷，有人認為是瘧疾的流行，有人認為是自然因素和社會因素的綜合作用，但大多數僧伽羅人認為是泰米爾人的入侵。他們把泰米爾人看作是侵略者。
泰米爾人則力圖證明，當僧伽羅人到達斯里蘭卡時，他們的祖先達羅毗荼人已經在那定居。因此，他們不但不是侵略者，而且是斯里蘭卡的最早居民。此外，更重要的是，自13世紀起，泰米爾人在斯里蘭卡北部建立了獨立的賈夫納王國。這一歷史常常被泰米爾人用來證明北部地區是他們的傳統家園。僧伽羅人與泰米爾人的土地之爭從未停息。獨立之後，隨著兩族關係的不斷惡化而日趨激烈。

#### 三個獨立王國
殖民者入侵之前，斯里蘭卡處於三國鼎立的狀態。北部是泰米爾人的賈夫納王國，南部是高地僧伽羅人的康提王國和低地僧伽羅人的科提王國。由於隔著一個難以通行的地帶，泰米爾人王國與僧伽羅人王國之間的連繫很少。
15世紀的科提王國國王波羅迦摩巴忽六世是唯一一個能夠統一全島的人。向國外的貿易也在這個時期有明顯的發展，僧伽羅人開始與大批的波斯商人進行肉桂等產品的交易。

### 殖民統治時期
僧伽羅人和泰米爾人的民族衝突的另一個歷史根源是殖民統治時期。特別是英國統治期間泰米爾人在政治經濟方面的優勢地位。葡萄牙人和荷蘭人統治期間，並未打破這種隔絕狀態。直到18世紀英國占領斯里蘭卡並建立中央極權制後，全島才被納入一個統治體系當中。中央集權制的建立，一方面促進雙方的交往，為泰米爾人移居其他地區提供了條件。客觀上有助於國家統一和民族融合。但另一方面，也使兩族在土地紛爭外，又增加了新的矛盾。由於賈夫納地區較早建立學校，許多泰米爾人能說英語，並有較高的文化水平，因此就有更多的機會在殖民政府做事。對此泰米爾人認為這是公平競爭的結果，但僧伽羅人則認為這是殖民者給予泰米爾人過多的政權。殖民統治後期，兩族為了獨立而合作，但不久後又出現分歧、對立。
- 葡萄牙

1505年，一支葡萄牙艦隊侵入可倫坡港。1521年科提王國的三個王子殺父割據，建立科提、悉達伐迦和羅依迦摩三個王國。葡萄牙人藉機利用矛盾，逐漸取得對沿海地區的控制。葡萄牙人在侵略掠奪肉桂、大象和胡椒之餘，脅迫和誘騙當地人改信天主教。佔領區內的人民為驅逐侵略者進行不屈不撓的鬥爭。而僧伽羅人則利用山區有利地形開展游擊戰爭。1591年葡軍攻入康提王國，扶植傀儡國王。不久維摩羅·達摩蘇里亞登基，宣布獨立。1594年率眾打敗葡軍的進攻。1638年，葡軍血洗康提王國。但隨後即遭僧伽羅軍民的沉重打擊，幾乎全軍覆沒。由於力量單薄，康提國王早在1602年就開始尋求另一個海上強國荷蘭的幫助。1612年荷蘭人獲得廣泛的貿易特權，但卻不願提供實際援助。
- 荷蘭

1638年荷蘭人從葡萄牙手裡相繼奪取巴提卡洛亞和亭可馬里並與康提王國簽訂不平等條約。1652年，康提軍民在羅闍辛哈二世率領下對葡萄牙軍隊發起進攻，收復了大片領土並準備攻佔可倫坡。荷蘭人出面阻止，提出由荷軍進攻科倫坡，破城後再把科倫坡交給康提軍隊。1656年科倫坡葡軍投降，但荷蘭人以種種借口拒不履行諾言。1658年荷蘭人完全取代葡萄牙人，佔領了所有沿海地區。荷蘭人利用當地傳統社會結構和種姓制度進行統治。大批肉桂、大象被低價或無償運到歐洲或開羅市場謀取暴利。殖民當局還利用稅收進行無情搜刮，制訂法律對當地人民進行鎮壓。在此同時，基督教會也大肆進行傳教活動。
1734年、1760年肉桂工人兩次舉行暴動，1736年康提王朝宣布對荷作戰。1765年荷軍攻入康提王國，遭到有力抵抗後，被迫退出，與康提王國議和，向康提王國納貢。1766年荷蘭人迫使康提王國簽訂條約，規定荷人佔有沿海地區，獨立對外貿易。
- 英國

1798年英國宣布蘭卡為直轄殖民地。1802年英法《亞眠和約》規定蘭卡為英國直轄殖民地。英國人來到后，抗英起義曾席捲全島。1803年殖民軍攻入康提。在馬哈韋利河岸康提軍民與敵血戰，英軍慘敗。1811年和1815年英國人趁康提王國內訌之機，兩次收買大封建主、最後征服全島。殖民當局在全島實行統一的司法和行政管理。經濟體制也進行了全面改革。英國資本大量流入，控制了主要經濟命脈。斯里蘭卡成了大英帝國的農產品和其他原料基地。英國殖民主義者對當地的掠奪方式是開闢種植園，強征農民的土地，迫使他們到種植園做工。1830～1870年間咖啡種植一度取得成功。後來因為農產品疾病產生，遂轉向經營茶園、橡膠園和椰子園。僧伽羅人不願背井離鄉到種植園勞動。因此從南印度招來大批泰米爾契約勞工，這就是無國籍印度人或稱"印度泰米爾人"問題的由來。

### 獨立

#### 獨立前的運動
19世紀末期開始的佛教復興運動喚起了民族覺悟。1919年前後,錫蘭國民大會等政黨成立。19世紀50年代提出的憲法改革要求在這時更加強烈。罷工浪潮此起彼伏。1931年公布的憲法規定，舉行普選，設立有立法和行政權力的國家院和部長會議。實際上是在不損害英帝國統治和利益的前提下，用當地人協助統治當地人。實權仍掌握在英國總督手中，英國人還利用代表制問題加劇僧伽羅人和泰米爾上層人物之間的摩擦，達到分而治之的目的。第二次世界大戰爆發后，殖民當局向當地改良主義的領導人做出讓步。1944年，在當地人要求下，英國又指定索爾茲伯里憲法委員會進行憲法改革。翌年發表的憲法草案規定給予當地人內部自治,國防、外交仍由英國負責，總督握有「非常權力」。作為盟軍東南亞戰區司令部所在地和給養補給地，錫蘭經濟受到刺激，發展較迅速，國內資本主義有較大發展，民族資產階級擺脫殖民統治的要求更加強烈。1946年錫蘭國民大會和僧伽羅大會合併，成立統一國民黨，工人運動高漲，罷工不斷發生。在總的戰略撤退形勢下，英國終於於1947年同意錫蘭作為自治領而獨立。

#### 獨立後的斯里蘭卡
斯里蘭卡獨立後，新政府認為印度泰米爾人是印度僑民，不給他們公民權。1963年，印度與斯里蘭卡達成協議，決定在15年內解決這部分人的國籍問題，大部分人回印度，少數人留居斯里蘭卡。獨立後，僧泰民族關係的惡化最初是由語言所引起的。第一屆政府是由統一國民黨組成的，其前身是錫蘭大會黨和僧伽羅大會黨。而一位統一國民黨的大老在1950年獨自成立了斯里蘭卡自由黨。由於斯里蘭卡實行民主選舉制度，選票決定一切，為了與統一國民黨爭奪選票，自由黨打出民族主義的旗號，以順應民心。
在1952年的選舉當中，斯里蘭卡自由黨的班達拉奈克以斯里蘭卡民族主義者的面目出現，提出以僧伽羅語的和泰米爾語代替英語為官方語言的政策。這一立場並未得到僧伽羅人的支持，因而沒有當選。到了1956年的選舉，班達拉奈克不得不從斯里蘭卡民族主義走向僧伽羅民族主義，提出了“只要僧伽羅”的口號。其主要內容是以僧伽羅語為官方語言。也因此在大選中獲勝，選後，立即通過了以僧伽羅語為唯一官方語言的法案。幾乎所有學者都認為，1956年是斯里蘭卡民族關係史上的重要轉折點。“只要僧伽羅”的法案傷害了泰米爾人的民族感情，從而成為僧泰民族衝突最初也最持久的原因。而“只要僧伽羅”的煽起了僧伽羅民族主義的烈火，從此之後，就難以在這個議題上取的僧伽羅人的讓步。也因此，本來就十分脆弱的斯里蘭卡民族主義就逐漸趨於衰亡，而僧伽羅人的民族主義和泰米爾民族主義則日益走向狂熱。為了消彌這樣的情緒，政府試圖下放某些行政權和承認泰米爾語為少數民族語言來挽回泰米爾人的信心。但這些都無法緩和業已激化的民族矛盾。
“只要僧伽羅”的法案使泰米爾人在擔任公職方面遇到許多困難。許多泰米爾的公務人員不得不提前退休。失業直接影響生計，迫使許多泰米爾人走上反抗道路。

## 社會、家庭與婚姻
僧伽羅人重男輕女，總是給予男孩較好的照顧。也因為這樣的觀念，使女嬰的死亡率高居不下。社會上期待女孩在約5或6歲時便要從事家務勞動，被交付的工作也常常比男生多很多。因此，即便有5歲到14歲的強制義務教育，女孩的受教育權也會被重男輕女的風氣剝奪，無法有正常的求學生活。僧伽羅社會通常希望孩子們對長輩要有禮貌，然而，好奇心、自主權和興趣的培養是不被鼓勵的。學校的教育也依循這樣的信條，對孩童多採取填鴨式教育。在大地主或高種姓家庭裡，實行強烈的家庭專制，孩子必須完全尊重父母的決定。在政治方面，斯里蘭卡實行議會制度，由總統統領全國。斯里蘭卡的兩大黨分別是统一国民党及中間偏左的斯里蘭卡自由黨組成。這兩個政黨的黨員多半是僧伽羅人，並以關心僧伽羅人的權益為主。

### 社會

#### 社會組織
僧伽羅社會實行種姓制度的強度與廣度相較於印度社會都較為溫和，社會上關於婆羅門教或印度教的分層階級的思想較淡，沒有濃厚的意識。很多的僧伽羅人仍然認為種姓制度是一個有價值的社會制度，但他們拒絕承認種姓制度是用來分階級或給予特殊權力的工具。在殖民統治時期，殖民母國對當地的最大影響是教育。殖民者在傳播英文知識的同時，提倡基礎教育實施的必要性，也因此培養出許多本地的菁英。低種姓的人民因此有翻身成為菁英的機會，然而，高種姓的菁英仍然是當地社會控制的主要力量。

#### 政治組織
僧伽羅人的政治組織是強調集中化和政治化的。國內的各個省份也由總統指示的相關部會所管理，馬路、鐵路、教育、健康服務、徵稅、國有產業、土地管理及分配等業務也由中央控制的部會管理。泰米爾北部和東部省分都努力的希望中央可以下放權力給地方政府，但這被具有沙文主義思想的僧伽羅人反對，他們認為這有侵害主權的疑慮。國會議員在對國家忠誠的前提下，具有任命政府官員的權力，就連職等較低的官員也可由議員共同決。但如此政治化的行為已經嚴重影響公務員及司法的自主性。而像人民解放陣線與其支持者所發起的示威活動都可以被視作為排斥這樣的政治制度，但人民解放陣線也未能對這樣的政治制度提出有效的解決方法。

#### 社會控制
在僧伽羅社會裡，為了避免流言蜚語及他人的嘲弄，大家就會自我約束，無形中達到有效的社會控制。此外，為了達到良善的社會控制，使人民都能安分守己，對於不遵守規範的人，會被施以逐出教會的懲罰，這也同時代表失去了被賦予的土地及社會的支持。

#### 社會衝突與矛盾
在沒有實質的經濟成長之下，人民所期望的社會流動無法實現，隨著社會愈來愈混亂，不同民族在政治上或資源上的衝突屢見不鮮。在19世紀晚期，佛教徒曾與基督徒發生衝突，之後更發生了僧伽羅人與穆斯林間的對立。1956年，為了要以僧伽羅語為唯一官方語言，僧伽羅人與泰米爾人分別在1958、1977、1981、1983發生了衝突。

### 家庭

#### 家庭分工
傳統的僧伽羅社會是由男性握有主導權，依照性別做明顯的勞務區分，同時亦有貶低女性在生產活動上的地位，有著重男輕女的觀念。男人負責處理及提供食物、衣物、住所及生活的必需品，擔當家庭經濟支柱，而女人則負責準備食物及照顧小孩。傳統上，若是讓女人出家門從事非家務型的經濟生產活動，如男人才能從事的農務或商品買賣，則這個家庭在社會上會被鄙視，失去社會地位。隨著近年社會風氣的改變，女性漸漸接受高等教育後，這樣的家庭分工才有稍稍改變。

#### 親屬制度
僧伽羅人稱同一個親屬集團為pavula，有微種姓的意思。同一個親屬集團必為同一個種姓階級，男女在同一個種姓裡尋找伴侶，雙方家庭也為同一個種姓。同一個親屬集團共享水田，也通常住在同一個村莊，共同從事農業生產、貿易等。僧伽羅人使用达罗毗荼式亲属称谓，實行交表婚。
在這個親屬制度裡，堂表親的關係是有選擇性的。爸爸兄弟的小孩和媽媽姐妹的小孩被視為近親(pangali)，他們之間嚴格禁止結婚，否則視為亂倫。但爸爸姊妹的小孩和媽媽兄弟的小孩被視為有堂表親的關係，而且彼此具有潛在的婚姻關係(muraicherugu)。他們之間的婚姻是被允許且鼓勵的。因此在稱呼方面，达罗毗荼式的親屬制度與易洛魁很像，會稱呼爸爸的姊妹為岳母(mother-in-law)，媽媽的兄弟為岳父(father-in-law)。

#### 繼承
與印度的遺產繼承制度有著明顯的不同，僧伽羅人的財產繼承是採取均分制度，包括女性，每一個小孩都能拿到一份財產。在上層社會中，財產通常是政治聯姻的基礎，而女性的財產繼承通常以嫁妝的方式呈現。

#### 家庭單位
核心家庭是現代僧伽羅社會常出現的家庭單位，丈夫、妻子、及未婚子女。然而，傳統的僧伽羅社會則會以數個核心家庭共同組成一個大家庭，特別的是，在大家庭下的每一個核心家庭都能擁有自己的廚房。

### 婚姻
婚姻的決定權通常掌握在雙方家長的手上，而社會上對交表婚有著較強烈的偏好。婚姻需要建立在彼此種姓階級相等的情況下，但也有著例外的情況。女性可以嫁給與自己種姓相當的男性，也可以嫁給高於自己種姓的男性。男性可與比自己種姓階級還低的女性發生性關係，也不會影響其社會地位。再者，由於宗教迷信的影響，男女成婚前都要請占卜者算命，以決定自己的終身大事，不過最後成親與否，仍端看父母的決定。女性在結婚後，必須與丈夫同住。但若男性沒有足夠的土地及家產，男性就會住到女性的家中，並為岳父工作。結婚後，夫妻雙方的財產是合併計算的，因此社會上較排斥離婚的行為。

## 產業與生活

### 農業
農業型態為溫飽型農業，以滿足基本生活所需所發展出的農業類型。平地地區主要種植稻米。犁田的工作多由水牛等獸力完成，而當地會使用拖拉機於輕型運輸上。種子的播種及嫩苗的移植都是由人力所完成的，穀物的收割與托利也是手工完成。其他糧食作物包括波羅蜜、麵包果、椰子、蔬菜及被視為只有窮人才會吃的樹薯等。牛、水牛、山羊、綿羊、雞、豬等則是常見的家畜。住在低地的僧伽羅人在椰子、橡膠、低海拔茶園農業、輕型礦業等產業有顯著的發展。這些產業也因此需要大量的勞動力，來維持發展。住在高原的僧伽羅人會生產辣椒、香料、奶製品、蛋、蜂蜜、洋蔥、番茄、豆類、穀類及草藥。

### 貿易
僧伽羅人在進行農產的交易時採用現金交易，只有在與親屬成員進行物品交換食材會有以物易物或者互惠的情形發生。在僧伽羅人的村落裡，農夫若因為龐大的債務問題，會將土地的所有權力抵押給專門的店保管，當作償債或延遲債務的方法，而這些專店也有權進行土地干涉。這樣的店有時甚至能夠藉此累積大量的土地權狀，擁有土地所有權。

### 飲食
僧伽羅人一般以大米為主食。在農村，有些地方以玉米、木薯等為主食。進餐時，把飯盛在鋁製盤子裡或芭蕉葉上，用手抓著吃。菜餚往往是幾種小菜和一種豆湯。此外，每個用餐者面前放有一杯清水和一杯涼開水。清水用來洗手，涼開水則代湯飲用。如果客人不想喝，可用手指碰一下杯子，以示婉謝。
椰子肉、紅辣椒是僧伽羅人愛吃的食物。椰子肉可以做出上百種菜餚。紅辣椒則是每餐必不可少的調味品。用作調味品的還有桂皮、咖哩、丁香、檸檬汁等。
僧伽羅人特別愛喝紅茶，一日三次。喝紅茶時要加糖，有的人還會加入牛奶。糖和茶是僧伽羅人必不可少的食物，每年消費量很大。農村的人普遍飲酒，酒是用一種柳花釀成的，酒精含量很低。
僧伽羅人家庭吃飯有個規矩，妻子做好飯後，要讓丈夫和兒子們先吃，自己隨後再吃。

### 住房
在斯里蘭卡的僧伽羅人房屋城鄉差別很大。住在城裡的僧伽羅人的房屋多為單層或雙層，正面朝街，每幢房之間相距較遠，並以矮牆或欄杆隔開。每幢樓的形狀互有差異，顏色通常為白色。農村的房屋一般以木為柱，以土為牆，寬厚結實，十分涼爽。房頂一般用蘆席、棕梠葉和椰子葉鋪蓋而成。房間往往沒有窗戶，設備簡陋。窮人家一般只有一間住房，有的連一間都沒有。僧伽羅人喜愛種植花草，無論在城市或者農村，家家戶戶民前都有綠草花木陪襯。

## 信仰與習俗

### 宗教信仰

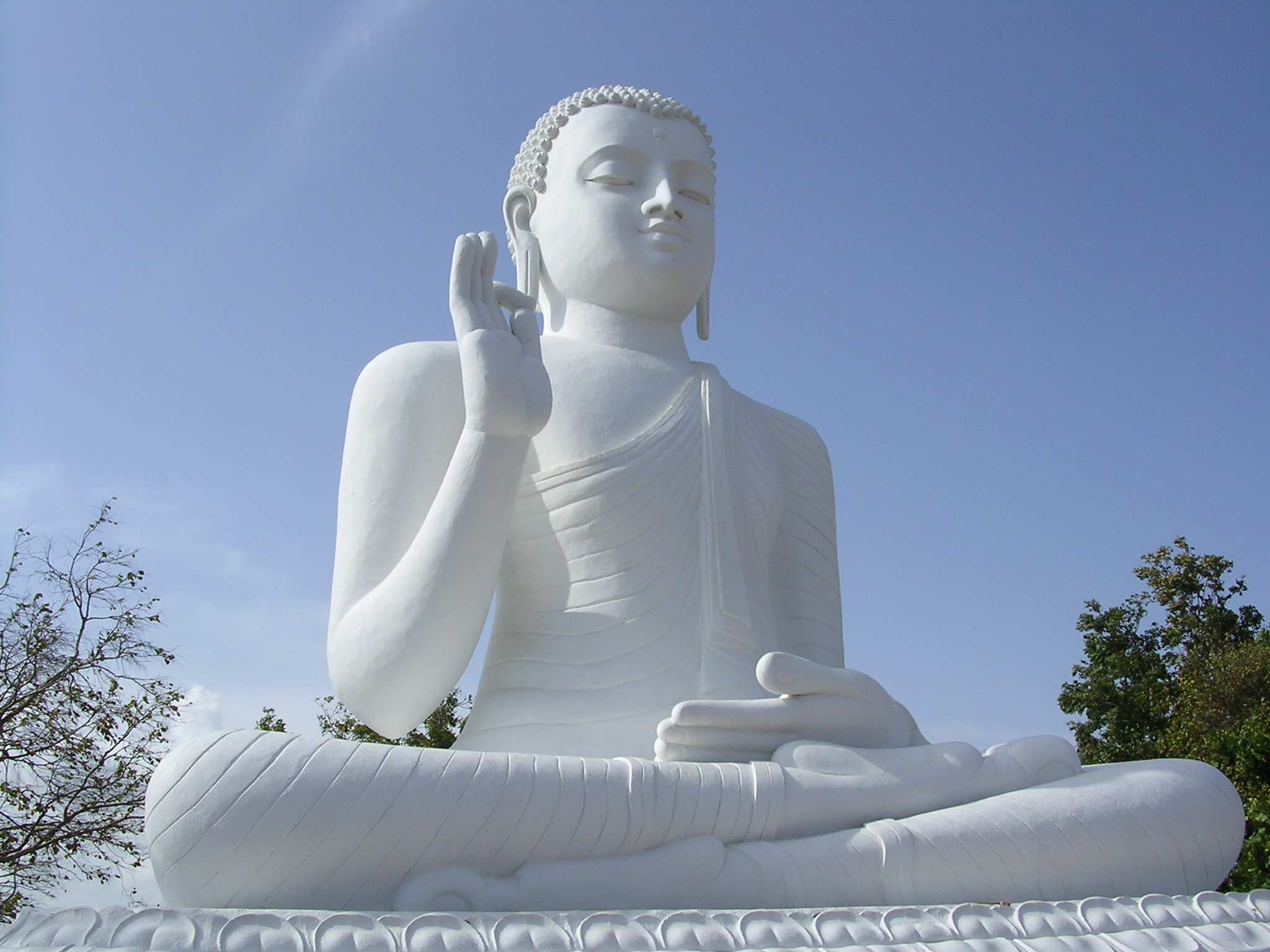
斯里蘭卡的佛像

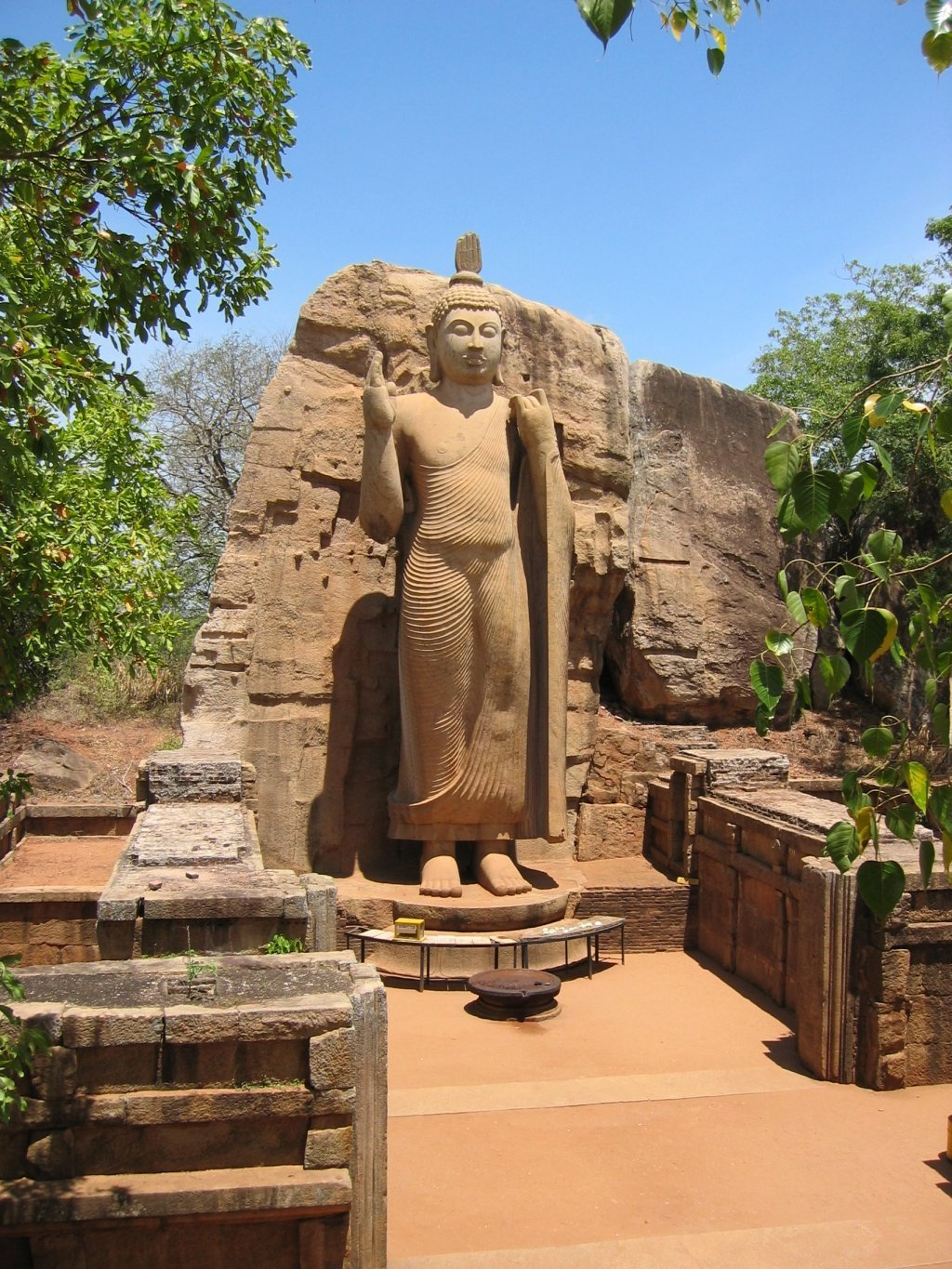
阿華卡納佛像

公元前250年前後，印度孔雀王朝的阿育王派其子來島上弘揚佛教，受到王家的歡迎。至公元前2世紀左右僧伽羅人放棄原有的婆羅門教信仰，接受了佛教。目前有超過90%的僧伽羅人信仰上座部佛教。
自從1973年開始，斯里蘭卡的憲法便明文保護佛教的發展，並給予特殊的地位。而一些分布在斯里蘭卡沿海地帶的僧伽羅人則信仰天主教。在上座部佛教的規定裡，要成為僧侶就必須放棄世俗的一切並跟隨佛的腳步，過著施捨的生活。很少的僧伽羅人真的變成僧侶，人數大約只有20,000左右。
斯里蘭卡的佛教可分為三個主要教派，而各派在教義上沒有太大的差別:
- 暹羅派，在18世紀由優波離法師成立
- 阿馬拉布拉派，18世紀末創立。
- 拉曼拉派，於1864年創立。

### 婚俗
僧伽羅人不論訂婚或結婚都要舉行儀式，熱情接待親友。在舉行婚禮前一天，新郎的親友先在新郎家聚會。在婚禮當天，這些親友簇擁著新郎前去迎接新娘。此時新娘的家門口早已搭起禮台，新郎到達後，先由新娘的兄弟在門口附近給新郎洗個澡，然後新郎向新娘獻上一束花，兩人同時登上禮台。繼之，主持婚禮的人上前把檳榔送給新郎和新娘，為他們祈禱祝福。隨後，又用絲線將兩位新人右手的大拇指纏在一起，並用清水洗他們的手，雙方將手合攏，象徵白頭偕老永不分離。

### 節慶
僧伽羅人所慶祝的儀式包括在四月舉行的佛教新年，五月舉行的衛塞節及每年八月在康提舉行的佛牙節（Kandy Esala Perahera）遊行。此外，僧伽羅人也在八月時進行卡德羅伽摩的朝聖活動。

#### 新年

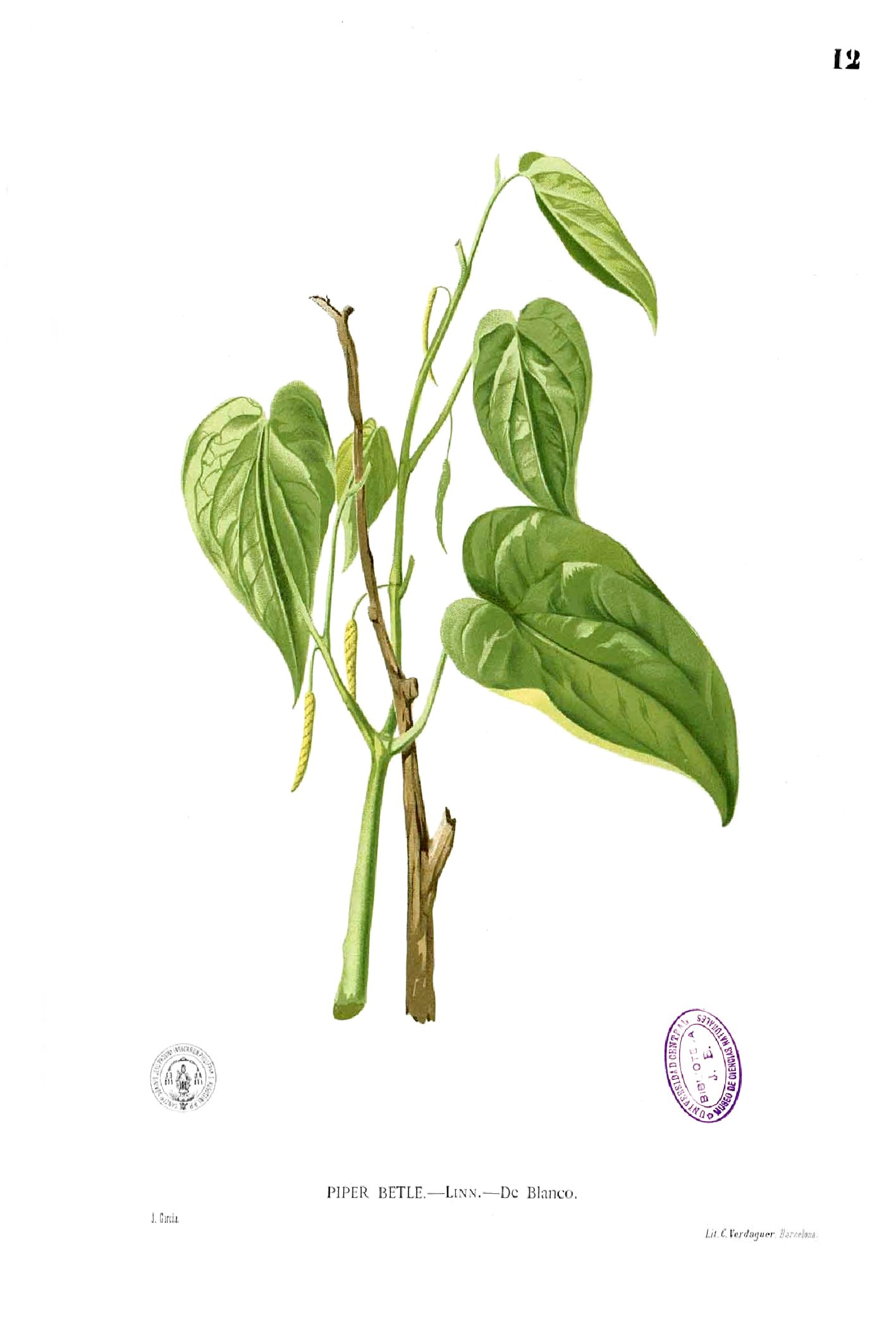
蔞葉

僧伽羅人的新年為每年4月13-14日，類似中國的春節。該節日被認為是春季的開端，此時正值大季稻收穫後，有喜慶豐收之意，因此在農村更為重視。新年期間主要習俗有送舊月、迎新月、泡藥草浴、生火做飯、吃團圓飯、串親戚、抹頭油、洗頭禮等多種活動。在新年和舊年交替之際約一個小時左右時間，被稱為放空期或稱行善期。此時要停止一切活動避免追求物質上的享受，待在家裏或去寺廟聽經守戒。放空期一過便立刻喧鬧起來，鞭炮齊鳴，開始進行大規模的娛樂活動。家庭主婦在家中要做的第一件事就是面對吉祥方向，換新衣、凈雙手，開始生火做飯，將放在灶上奶罐裏的牛奶煮沸，用樹枝沾著四週點灑，表示吉祥昌盛。飯做好後放在屋中央的桌上，全家人圍坐在草席上，由最年長者把飯盛在一張張芭蕉葉上分給每個人。吃完年飯，長輩贈給家裏每個孩子一枚硬幣，主僕間此時也要互贈禮物，祝賀新年。晚輩向長輩行叩拜禮，獻蔞葉。如果親戚或鄰里間有矛盾，此後也要互贈蔞葉，以示言歸於好。然後去寺廟供佛獻僧。

#### 衛塞節
|  |  |  |

這個節日是把佛陀誕生、成道、湼槃，統一於同一日紀念。據記載，佛陀在5月的一個月圓之日出生，35年後又在5月的某月圓之日，於菩提樹下悟道，後來在他湼槃那天，恰巧也是5月的月圓之日。三者雖非同一天，卻全都在5月份，且有月圓之最大共同特點。於是，後世的佛教徒，便訂下在每年5月的第一個月圓日，慶祝衛塞節。Vesak在印度古代梵文的意思，就正好是月圓的意思。

#### 佛牙節
|                  |                    |                |
| 在佛牙節上的大象 | 在佛牙節跳舞的舞者 | 背著佛龕的大象 |

佛牙節是全國規模最大、最重要的傳統宗教遊行節日。自新月日開始到月圓日前後歷時14天。據佛教傳說，佛陀去世火化後留下4顆佛牙，其中一顆傳到斯里蘭卡。這顆佛牙是斯里蘭卡的國寶，誰得到佛牙，誰就是合法的統治者。因此歷代統治者非常重視佛牙，它也因此成為僧眾的精神寄託。隨著各朝代的興衰變遷，先後幾次移址為佛牙修建聖寺。現在佛牙保存在康堤佛牙寺，每次大選後，當選的政府要做的第一件事，就是前往禮拜佛牙，以求政權穩固。佛牙節第一個儀式是供奉「長波」（意為許願的禮品），先將一顆未結果實的菠蘿蜜樹除去樹枝，灑上聖水，在周圍點燃九芯油燈，供上九束鮮花和九疊蔞葉。再擇吉時將樹剪成四段「長波」，由四大神廟的遊行隊伍將「長波」分別送至各大神廟，擇良辰面向東方，將「長波」樹供于神壇上。遊行隊伍各持天神兵器和幡旗等。連5天繞「長波」遊行，邀請天神光臨。第6天晚上四大神廟挑選一隻身披五彩象衣的大象，背馱金塔，內置天神兵器，由遊行隊伍簇擁著，護送至佛牙寺祭壇。隨後從佛牙寺牽出一隻巨象，身披華麗飾物，背馱鑲嵌珠寶的佛龕，龕內安放佛牙舍利匣。待佛牙寺遊行隊伍與四大神廟的遊行隊伍會合後，一聲炮響，佛牙大遊行便告開始。

#### 卡德羅伽摩的朝聖活動

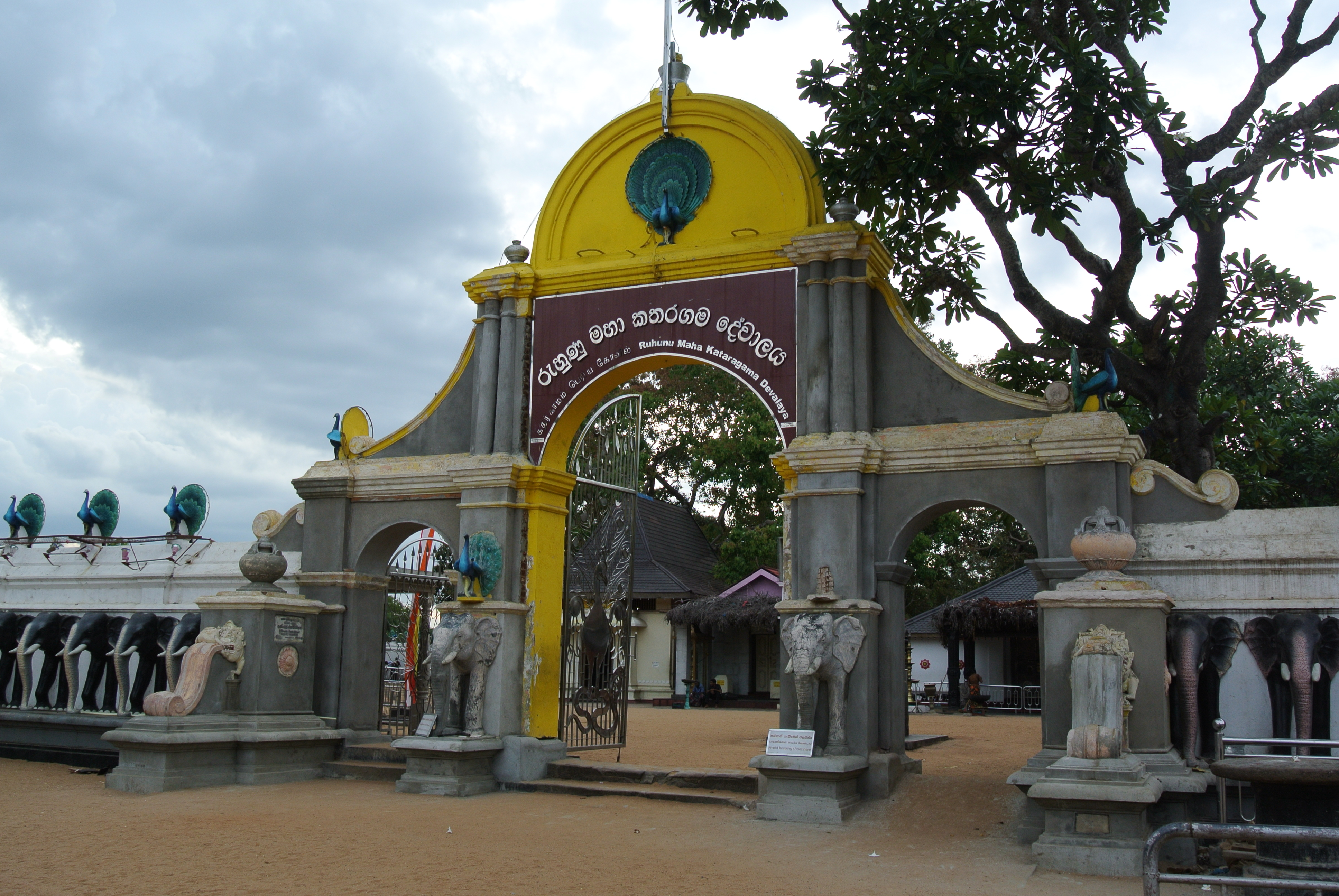
Kataragama入口

每年7-8月，在斯里蘭卡東南沿海的宗教聖地一卡德羅伽摩（Kataragama）為紀念卡德羅伽摩大神與瓦利神女結合而舉行的隆重慶祝活動，從新月日開始到滿月日結束，前後歷時14天。活動開始時，一名白布纏身的祭司請出神龕安放在象背上，舉行祭神儀式。第二個星期時，活動進入高潮舉行踩火儀式，許多信徒裸身赤足狂歡跳舞，穿過鐵釘板，走過火炭路，做各種苦行向神許願，顯示自己的虔誠。節日結束時，舉行「劈水」儀式，將神龕請上備好的轎子，待吉時鐘聲一響，遊行隊伍隨著神轎前往邁尼卡河。此時脫去大象身上的飾衣，背馱金罐緩步走向河裏預先搭好草棚旁，行「聖水浴」禮，再用金罐裝滿水帶回神廟。當大象和祭司從棚內返回岸上時，兩岸香客紛紛走進河裏飲水沐身，最後帶上一罐聖水贈與他人，有的人則到踩火炭路的地方採集聖灰，因為他們相信這些聖水和聖灰能驅邪消災，醫治百病。

## 藝術與文學

### 藝術
|                    |            |          |
| 鲁万韦利萨亚舍利塔 | 祗陀林佛塔 | 無畏山寺 |

斯里蘭卡在藝術方面深受佛教文化的持續性影響，表現在畫畫、雕像、建築物等等方面。洞穴與廟宇的藝術作品都被視為佛教藝術的最顯著發展面，例如:在錫吉里耶裡所發現的壁畫，以及在丹布勒金寺、佛牙廟（Temple of the Tooth）所發現的宗教畫作。其他有名的藝術形式同時被當地人以及外來的移民者所影響。舉例來說，傳統的木製手工藝品以及陶器就深受葡萄牙的花邊風格所影響，同時也從印尼的蠟染得到靈感的啟發而擁有很多不同的且美麗的作品誕生。
在西元6世紀末，僧伽羅人就建了許多建築，像是鲁万韦利萨亚舍利塔以及祗陀林佛塔以及無畏山寺。其中祗陀林佛塔是在古代社會中第二高的磚瓦建築，無畏山寺則為古代社會中第三高的磚瓦建築。

### 武術
Angampora是僧伽羅人的傳統武術。它融合了作戰技術、自我防禦、運動、健身及冥想。Angampora的主要技巧是Angam，這是一個融合手到手的武打功夫。而Illangam這種技巧主要使用武器，例如:刀與劍。這套武術的用途是對特定點施壓，以造成對手痛苦或者永久癱瘓。通常會對彼此施以抓以及打擊的技巧，雙方打到其中有一方被對方完全制伏到不能出手也不能逃離的情況下才會停止。然而，這項武術已經在英國殖民統治過後慢慢失傳。

### 文學
民間故事，例如:Mahadana Muttha saha Golayo與Kawate Andare至今仍是娛樂小孩的故事。前者講述的主題是一名既愚蠢卻又擁有權力的人帶領著他的跟隨者，環遊各個城市的過程，所創造出來的誤解與無知。後者則是有關一個機智的宮廷小丑與宮廷當中的人互動的故事。
在現代社會當中，僧伽羅的作家Martin Wickremasinghe以及G. B. Senanayake受到廣大民眾的喜愛。其他有名氣的作家包括Mahagama Sekera及Madewela S. Ratnayake。前者寫過一本極富盛名的兒童小說Madol Duwa，而後者的則以Hath Pana被廣為人知。

## 現況
今日斯里蘭卡的民族矛盾主要是僧伽羅人與泰米爾人之間的矛盾。更確切的說是，僧伽羅人與斯里蘭卡泰米爾人的矛盾。由於地理分離、經濟差別、不同的歷史經歷和公民權問題，印度泰米爾人和斯里蘭卡泰米爾人在許多方面缺乏一致需求。而相當長的歷史時期內，這種矛盾和鬥爭的核心是土地問題。僧伽羅人一直認為自己乃斯里蘭卡的原居民和當然主人。由佛教僧侶撰寫的歷史書籍還為這種關加上宗教色彩，認為斯里蘭卡島和僧伽羅人是由佛選來保護佛教的。
民族衝突的主要根源是大僧伽羅主義的民族政策。從整個過程來看，僧伽羅人及其政府一直處於進攻態勢，而泰米爾人一直處於防衛地位。從昔日的佔優勢到今天的被剝奪，泰米爾人經歷了艱難的歷程。因此，和解的關鍵在於政府是否願意和能夠做出實質性的讓步，以保證泰米爾人的平等權利和泰米爾人的不滿情緒。期間，有很多泰米爾人主張要獨立，但獨立也無法為泰米爾人帶來多少好處。因為泰米爾人居處的地方仍居住著部份的僧伽羅人與穆斯林，因此仍可能會有民族問題的存在。正因如此，很多泰米爾人後來要求的是自治而非獨立。
1956年以來，歷屆政府曾多次試圖以讓步換取和平，在語言和自治的問題上均做過妥協，但這類妥協通常是一紙空文，甚至簽屬不久後就被取消，原因就在於僧伽羅人實力階層的阻撓。因此政府能否做出讓步，主要取決於僧伽羅人實力階層的態度。政府其實很難在與泰米爾人達成妥協的同時而又不招來僧伽羅人的反對。獨立以來，斯里蘭卡一直由統一國民黨和自由黨輪流執政，兩黨的民族政策雖有不同，但並無本質上的差別。到目前為止，僧伽羅人實力階層並未出現讓步，大僧伽羅主義依然故我。
泰米爾人的自治與獨立很難馬上實現。僧伽羅人與泰米爾人的前景並不樂觀，打破互不相讓的僵局，跨越日漸加深的鴻溝，十分艱難。和和打打的局面有可能延續下去，而斯里蘭卡的局勢將繼續受到民族衝突的深刻影響。